# ۲۹ ژوئن
۲۹ ژوئن در تقویم گرگوری، صد و هشتادمین (در سال‌های کبیسه صد و هشتاد و یکمین) روز سال است. ۱۸۵ روز تا پایان سال باقی است.

## رویدادها
- ۱۱۹۴ - سوارا در نروژ به پادشاهی رسید.
- ۱۶۱۳ - ژاک کارتیه به عنوان اولین اروپایی قدم در جزیره پرنس ادوارد گذاشت.
- ۱۸۸۰ - فرانسه تاهیتی را ضمیمه خود کرد.
- ۱۹۷۴ - ایزابل پرون به عنوان اولین رئیس جمهور زن در آرژانتین و همچنین اولین رئیس دولت غیر پادشاهی زن در نیمکره غربی پس از همسرش خوآن پرون به قدرت رسید.
- ۱۹۷۵ - استیو وازنیک رایانه اپل I را برای اولین بار آزمایش کرد.
- ۱۹۷۶ - سیشل از بریتانیا جدا شد.
- ۲۰۰۲ - درگیری دریایی بین نیروهای کره شمالی و جنوبی که با تجاوز از محدوده مشخص شده و حمله اولیه نیروی‌های طرف شمالی آغاز شده بود به غرق شدن دو کشتی (یک فروند از طرفین)، کشته شدن ۱۹ نفر (۶ نفر از کره جنوبی و ۱۳ نفر از کره شمالی) و زخمی شدن ۴۳ نفر دیگر (۱۸ نفر از کره جنوبی و ۲۵ نفر از کره شمالی) منجر شد.
- ۲۰۰۷ - شرکت اپل اولین گوشی تلفن همراه خود، آی فون را عرضه عمومی کرد.
- ۲۰۱۴ - دولت اسلامی عراق و شام اعلام موجودیت کرده و نام خود را به صورت خلافت اسلامی تغییر داد.

## زادروزها
- ۱۸۸۶ – سزار زانزوترا، دوچرخه‌سوار اهل ایتالیا (د. ۱۹۶۱)
- ۱۹۰۰ - آنتوان دو سنت‌اگزوپری، نویسنده و خلبان فرانسوی.

## درگذشتگان
- ۱۹۴۰ - پل کله (نقاش) سوئیسی.
- ۲۰۰۷ - ادوارد یانگ کارگردان، و فیلم‌نامه‌نویس اهل تایوان

## مناسبت‌ها
- روز کهنه سربازها در کشور هلند
- روز مهندس در کشور اکوادر